# Louis-Nicolas Vauquelin
Louis Nicolas Vauquelin (født 16. maj 1763 i Hebertot i Normandiet, død 14. november 1829) var en fransk kemiker.
Vauquelin kom efter at have været i apotekerlære i Rouen til Paris i 1780, hvor han blev assistent hos Fourcroy og udførte størstedelen af de eksperimentelle undersøgelser til dennes afhandlinger. Allerede i 1791 blev Vauquelin medlem af akademiet i Paris. I 1793 tog han til Melun for at blive forstander for militærapoteket, men allerede året efter vendte han tilbage til Paris, hvor han samtidig med at være professor i kemi ved École des Mines underviste ved den polytekniske skole og var statslig tilsynsførende for møntudstedningen. Ved oprettelsen af Nationalinstituttet i 1795 blev han medlem af dette. Da Æreslegionen blev stiftet 1802, udnævnte Napoleon ham straks til medlem heraf. Han blev også eksternt medlem af Kungliga Vetenskapsakademien i 1816.
Senere blev han professor i kemi ved Collège de France og direktør for den farmaceutiske skole, derefter professor i kemi ved Jardin des Plantes og endelig efter Fourcroys død professor i kemi ved det medicinske fakultet i Paris (1811—22). Vauquelins arbejde spænder over hele kemiens område. Hans væsentligste indsats er dog opdagelsen af grundstofferne krom og beryllium. Han fik også fremstillet ammoniak i væskeform ved normalt atmosfærisk tryk. Sammen med Fourcroy opdagede Vauquelin benzoesyren i dyreurin. Sammen med sin assistent Pierre Jean Robiquet opdagede han under arbejdet med asparges den først kendte aminosyre, som de kaldte aspargin. Han opdagede også pektin og æblesyre i æbler.